# Йохан I фон Гемен
Йохан I фон Гемен (на немски: Johann, Herr zu Gemen; † 18 януари 1366) е господар на Гемен във Вестфалия.
Той е син на Хайнрих II фон Гемен († сл. 1340) и съпругата му Елизабет фон Мьормтер графиня на Роне († сл. 1359), дъщеря на Дитрих фон Мьормтер, господар на Рьоне. Внук е на Херман фон Гемен († сл. 1322), фогт на Бреден, и Катарина фон Дале († сл. 1306).
Син му Хайнрих III фон Гемен († 1424) става през 1370 г. глава на фамилията и родът става много бързо един от най-важните благороднически родове във Вестфалия. Неговият внук Хайнрих IV фон Гемен (* ок. 1420; † 1492), предава през Гемен през 1467 г. като подарък, ако умре, на своя племенник граф Хайнрих IV фон Насау-Байлщайн († 1499), син на граф Йохан I († 1473) и втората му съпруга Йохана фон Гемен († ок. 1451), дъщеря на Йохан II фон Гемен († 1458) и Ода (Ида) фон Хорн († сл. 1442).
През 1492 г. родът изчезва по мъжка линия със смъртта на Хайнрих IV фон Гемен. Наследници са дъщерите Катарина († 1502) и Кордула (1443 – 1528). Катарина се омъжва 1458 г. за граф Арнолд I фон Бентхайм-Щайнфурт († 1466). Кордула се омъжва I. 1457 г. за Госвин фон Щецке, наследствен маршал на херцозите на Клеве (1411 – 1474/1475), и II. през 1476 г. за граф Йохан IV фон Холщайн-Шауенбург († 1527). Така господството Гемен става собственост на род Холщайн-Шаумбург.

## Фамилия
Йохан фон Гемен се жени за Беатрикс Зобе († сл. 1352). Те имат децата:
- Хайнрих III фон Гемен († 25 или 26 март 1424), женен на 24 януари 1391 г. за Катарина фон Бронкхорст († сл. 1420), вдовица на Хайнрих II фон Виш († 1387/1391), дъщеря на Вилхелм IV фон Бронкхорст, бургграф на Нимвеген († 1410) и Кунигунда фон Мьорс († 1417); имат син Йохан II фон Гемен († 1458) и две дъщери Йохана († 1451) и Катарина фон Гемен († 1496)
- Херман фон Гемен († 11 март 1399), господар на Анхолт и Рьоне, женен за Герберга фон Цуйлен († сл. 1399), дъщеря на Дитрих фон Цуйлен, господар на Зуилен, Анхолт и Вестброек († 1364) и 	Маргарета фон Баер († сл. 1377); имат две дъщери Маргарета († сл. 1412) и Беатрикс (Беата) фон Гемен († 1402)
- Кунигунда фон Гемен († сл. 1374), омъжена за Битер I фон Раезфелд-Остендорф († 21 септември 1405/ 28 февруари 1410)